# Sambation
Sambation – mityczna rzeka, za którą miało schronić się Dziesięć Zaginionych Plemion izraelskich. 
Według legendy rzeka płynie przez 6 dni w tygodniu, odpoczywając w szabas, kiedy wyznawcy judaizmu nie mogą podróżować. Rzekę tę według legendy przekroczyło dziesięć pokoleń żydowskich, po których zaginął ślad. Na ich poszukiwanie wyprawił się znany w średniowieczu podróżnik żydowski z Hiszpanii, Benjamin z Tudeli.